# Sistema de cores de Munsell

A ilustração do sistema Munsell de cores mostra: um círculo de matizes ao nível de luminância 5 e saturação 6; um eixo de luminosidade neutra de 0 até 10; e purezas da cor violeta-azul (5PB) ao nível de luminosidade 5

O sistema de cores de Munsell é um sistema de ordenamento de cores perceptualmente uniforme que possibilita um arranjo tridimensional das cores num espaço cilíndrico de três eixos e que permite especificar uma determinada cor através de três dimensões. Foi criado pelo professor Albert H. Munsell na primeira década do século XX e é usado ainda hoje na área de engenharia elétrica (cores de painéis elétricos), engenharia ambiental, Arqueologia, Antropologia, agronomia e pedologia.
Na ilustração, o matiz (hue) é disposto no eixo circular, a saturação (chroma) no eixo radial e a luminosidade (value) no eixo vertical.
O arranjo não é necessariamente limitado a um espaço cilíndrico; às vezes o sistema é lembrado como um arranjo que se assemelha a uma "árvore de cores".
Os conceitos matiz, pureza, luminosidade empregados por Munsell na definição de uma cor são usadas universalmente, tendo dado origem, inclusive, a nomes de modelos de cor como HSV, HLS, HSB e outros.

## Dimensões das cores
- O parâmetro cor consiste de 5 cores de base e 5 secundárias:

Vermelho (R),
Amarelo (Y),
Verde (G),
Azul (B),
Violeta (P)
Laranja (YR),
Verde-amarelo (GY),
Azul-Verde (BG),
Azul-violeta (PB),
Vermelho-violeta (RP).

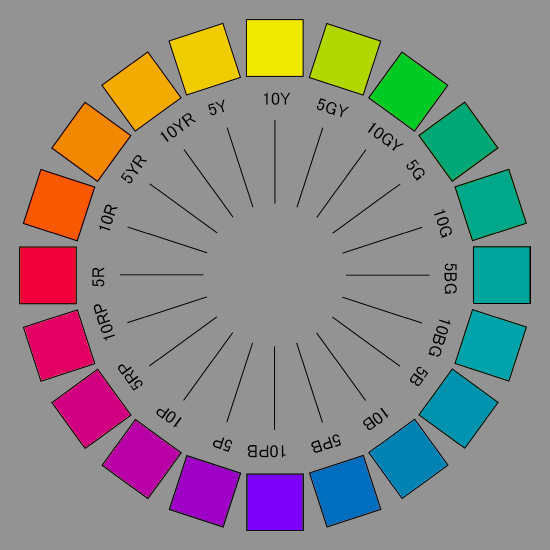
As cores do sistema de cores de Munsell em saturação máxima

- O parâmetro V (value) ou luminosidade, variando de 0 a 10, em que 5 é o valor médio e 10 é o branco.
- O parâmetro C (chroma) ou saturação,variando de 0 a 12 ou mais.

## Especificação de uma cor
A cor é especificada conforme o formato H V/C. Por exemplo:
5P 5/10, em que 5P é o código da cor violeta, 5 significando luminância média e saturação 10 indicando um alto grau de pureza.

## Aplicações
O sistema de cores de Munsell é comercializado nos EUA desde 1917. O seu catálogo de cores se presta à descrição muito precisa da cor, dando suporte à comunicação de cor.
Há cartões de cores da marca Munsell para efeito de padronização, calibração, checagens.
O Munsell ColorChecker é utilizado em fotografia digital sendo utilizado em estúdios de publicidade.